# The Corrs
The Corrs (Корси) су фолк-рок музичка група из Ирске, и њену чланови су три сестре и један брат из породице Кор, који су се први пут појавили на сцени 1990-их година.

## Историја
The Corrs су били формирани због аудиције за филм из 1991-е Обавезе (The Commitments). Џим, Шерон, и Каролина су имали малу улогу као музичари, док је Андреа добила и свој текст глумећи Шерон Ребит, сестру главног лика. Док су учествовали на аудицији за филм, приметио их је њихов будући менаџер, Џон Хјус.
Њихову музику је издао Атлантик рекордс (Atlantic Records), мада је и издавачка кућа Ворнер мјузик груп (Warner Music Group) имала у удео у томе.
Њихов први албум, Опроштено, незаборављено (Forgiven, Not Forgotten), доживела је велики успех у Аустралији, Француској и Ирској, отварајући им касније пут успеха и у Уједињеном Краљевству и Канади. Године 1998. издали су Прича на углу (Talk On Corners), који је првенствено био популаран у Ирској и Британији, али ускоро се почиње полако ширити и по целом свету. Оба албума су доживела велики успех догуравши до златног издања у Америци, док је албум In Blue постао платинаст. Године 2004, издали су албум Позајмљени рај (Borrowed Heaven), која је достигла велику популарност не само на британском тлу, већ и свугде у свету. Бенд је најавио нови албум под именом Кући (Home) који би требало да се појави септембра 2005 и нови DVD под називом Уживо у Женеви (Live in Geneva) октобра 2005.
Такође су снимили дуете Canto Alla Vita са Џош Гробан за његов албум, а били су учесници и у доста других музичких акција и планова укљућујучи и сарадњу са Род Стјуартом, Алехандром Санзом, Рон Вудом из Ролинг Стонса, Шерил Кроу и Боном из U-2.

## Чланови групе
Све четворо чланова групе је рођено у Дундалку, Ирска, и сви су деца Гери и Џин Кор, који су такође музичари.
Џим Кор (рођен 31. јула 1964) је најстарији члан бенда. Обично свира гитару, али је и успешан на клавијатурама и на клавиру.
Шерон Кор (рођена 24. марта 1970) свира виолину и помоћни је вокал.
Каролина Кор (рођена 17. марта 1973) свира бубњеве, удараљке, bodhrán, клавир, tambourine, и помоћни је вокал.
Андреа Кор (рођена 17. маја 1974) је главни вокал, помоћни вокал, и свира флауту.
Сви чланови знају да свирају клавир јер их је томе научио њихов отац Џери Кор.

### Подршка
Групу понекад потпомаже Анто Дренан (соло гитара) и Кеит Дафи (бас-гитара). Од 2004-е, Дафијев брат Џејсон Дафи такође помаже групи, са Киеран Киели свирајући акорде и клавијатуру.

## Дискографија

### Албуми
- Forgiven, Not Forgotten September 1995 #2 UK Albums Chart
- Talk On Corners 1998 #1 UK
- Talk On Corners Special Edition Europe/USA 1999
- The Corrs Unplugged October 1999 #7 UK
- In Blue June 2000 #1 UK
- In Blue Special Edition November 2000
- The Best Of The Corrs October 2001 #6 UK
- VH1 Presents: The Corrs, Live In Dublin 2002
- Borrowed Heaven May 2004 #2 UK
- Home September 2005

### Синглови
- "Runaway" 1996 #49 UK Singles Chart
- "Love To Love You"/"Runaway" 1997 #49 UK
- "Only When I Sleep" 1997 #58 UK
- "I Never Loved You Anyway" 1997 #43 UK
- "Closer" 1997
- "What Can I Do" 1998 #53 UK
- "Dreams" 1998 #6 UK
- "What Can I Do" 1998 #3 UK
- "So Young" 1998 #6 UK
- "Runaway (Tin-Tin Out Remix)" 1999 #2 UK
- "I Know My Love" (The Chieftains featuring The Corrs) 1999 #37 UK
- "Radio" 1999 #18 UK
- "Breathless" 2000 #1 UK
- "Irresistible" 2000 #20 UK
- "Give Me A Reason" 2001 #27 UK
- "Would You Be Happier?" 2001 #14 UK
- "Summer Sunshine" 2004 #6 UK
- "Angel" 2004 #16 UK
- "Long Night" 2004 #31 UK

### DVD/Спотови
- Live At The Royal Albert Hall 2000
- Unplugged 2000
- Live At Lansdowne Road 2000
- Live In London 2001
- The Best Of The Corrs 2002
- All The Way Home/The Story Of The Corrs 2005